# آگوستا (ویسکانسین)
آگوستا، ویسکانسین  (به انگلیسی: Augusta) شهری در شهرستان ایو کلیر ایالت ویسکانسین است که در سال ۱۸۸۵ بنیان‌گذاری شده‌است. این شهر طبق سرشماری سال ۲۰۱۰ میلادی ۱٬۵۵۰ نفر جمعیت داشته‌است.